# 陳敏娟
陳敏娟，MH，香港建制派新民黨及公民力量政治人物，現任香港沙田區議會委任議員，曾任沙田區議會廣源選區議員，丈夫姚嘉俊亦是沙田區議員。

## 政治參與
2003年區議會選舉，陳敏娟以1,719票打敗爭取連任獲1259票的易順娥，第三個候選人何淑儀則得到284票。
2007年區議會選舉，陳敏娟在沒有競爭對手的情況下自動當選。
2011年區議會選舉，當時人口估算約14,019人，其中有8 976位是選民，最終公民力量成員陳敏娟在沒有競爭對手的情況下自動當選。
2015年區議會選舉，工黨因應上屆在鄰近的廣康選區出選，今屆在本區派宋子明出選，結果陳敏娟以六成得票勝出。
2019年區議會選舉，陳敏娟被政治素人楊思健以超過1000之差擊敗。
2020年立法會選舉，她在李梓敬名單排名第六。
2023年12月12日，行政長官李家超委任179名委任區議員，陳敏娟成為沙田區議會委任議員
1. ↑  （繁體中文）. 香港區議會. 2011-10-06  [2011-11-12]. （原始内容存档于2011-10-31）.
2. ↑  （繁體中文）. 香港區議會. 2011-10-06  [2011-11-12]. （原始内容存档于2011-11-08）.
3. ↑  （繁體中文）. 香港區議會. 2011-10-06  [2011-11-12]. （原始内容存档于2011-12-28）.
4. ↑  . 香港政府新聞公告. 2023-12-12  [2023-12-12]. （原始内容存档于2023-12-12）.